# 3-ヒドロキシ酪酸-CoA エピメラーゼ
3-ヒドロキシ酪酸-CoA エピメラーゼ(3-hydroxybutyryl-CoA epimerase、EC 5.1.2.3)は、以下の化学反応を触媒する酵素である。
(S)-3-ヒドロキシ酪酸-CoA {\displaystyle \rightleftharpoons } (R)-3-ヒドロキシ酪酸-CoA
従って、この酵素の基質は(S)-3-ヒドロキシ酪酸-CoA、生成物は(R)-3-ヒドロキシ酪酸-CoAである。
この酵素は、異性化酵素、特にヒドロキシ酸やその誘導体に作用するラセマーゼやエピメラーゼに分類される。この酵素の系統名は、3-ヒドロキシ酪酸-CoA 3-エピメラーゼである。脂肪酸及びブタン酸の代謝に関与している。

## 構造
2007年末時点で、この種類の酵素の4つの構造が明らかとなっている。蛋白質構造データバンクには、1WDK、1WDL、1WDM、2D3Tとして収録されている。